# Řecká zbroj
Hlavní válečnou silou v Řecku se stal již na přelomu 7. a 8. století př. n. l. řecký těžkooděnec, tzv. hoplít. Byl oděn do zbroje blížící se lehčí plátové zbroji středověkých rytířů. Jejími hlavními částmi byl kovový pancíř, chrániče holení, přílba a velký okrouhlý štít jménem hoplon. K plechovému pancíři, který se skládal z předního a zadního dílu a zapínal se na boku byly přivěšeny závěsky (mitra, třásně), které chránily podbřišek. Někteří těžkooděnci nosili ještě chrániče kotníků, chrániče stehen, kryjící část stehen pod závěsy a chránič předloktí, který se nosil na pravé paži (levá byla chráněna štítem). Všechny kovové části zbroje musely být podloženy kůží nebo látkou, stejně jako kovové přílby.

## Kvality řecké zbroje
Z přileb byla v archaické době nejběžnější tzv. přilba korintská, užívaná ještě v 5. století př. n. l. – její jméno uvádí Hérodotos. Korintská přílba byla vytepána z jednoho kusu plechu a byla tak efektivním typem přílby, že byla napodobována ještě v renesanční Itálii (barbuta). Kryla krk, obě líce i hřbet nosu a ponechávala volné jen oči a ústa. I když byla nejrozšířenějším typem přílby v Řecku po více než 200 let, nikdy zcela nepřevládla. Jedním z důvodů bylo, že silně omezovala výhled toho, kdo ji nosil a činila ho téměř hluchým. Dalším důvodem byl řecký partikularismus, který se projevoval i ve zbroji a nedovolil, aby jeden typ převládl úplně. Populární zůstal, na řeckém severu a na Balkáně až do helénismu, tzv. illyrský typ, zkonstruovaný původně na Peloponnésu. Kalota „illyrské“ přílby má vedle sebe dva hřebeny, dobře chránící proti seku shora, kratší délku na krku kompenzuje zvláštní límec. Koryntské podobná tzv. chalkidská helma ponechávala uši volné a tím odstraňovala „hluchotu“ korintské přílby, ale zase přestávala uši chránit. Východořecká iónská přílba měla lícnice vyrobené zvlášť (někdy zavěšené k přilbě), uprostřed kaloty hřeben a ještě navíc nosič chocholu, nízkou trubici, do které se chochol zasazoval. Ten se připevňoval i k jiným přílbám a měl především význam odstrašující, psychologický. Teprve na počátku 5. století př. n. l. přistoupila ke zmíněným helmicím athénská přílba, která si v Athénách získala nejvíce obliby vedle tzv. přílby thrácké. Athénská přílba byla spíše jen čapkou kryjící horní část hlavy, thrácká přílba měla štítek nad obličejem a lícnice zavěšené k čapce. Koryntská, athénská a thrácká přílba byly v athénském vojsku nejběžnější.
Jednoduchý zvoncový pancíř archaického bojovníka vyšel v 5. století př. n. l. z obliby, snad s výjimkou konzervativní Sparty a nový, lehčí pancíř se představil v několika variantách. První je kožený nebo látkový (z několika vrstev lněné látky), krytý plechovými destičkami na ramenou a na plecích a na přívěscích pod pasem. Vedle tohoto složeného pancíře z kůže a textilu a plechových destiček ovšem existovaly i další. např.: zvoncový pancíř, který se skládá také z předního a zadního plátu, ale je vypracován „na míru“, aby seděl pevně na muskulatuře trupu. Takový pancíř patrně vyráběl zbrojíř Pistiás, kterého Sókratés navštívil v Xenofónově anekdotě.
Chrániče holení (nákolenice, knémidy) byly již od 7. století př. n. l. vytvářeny z plechu tak, aby držely na noze přirozeným „pérováním“ plechu. Pokrokem 6. a 5. století př. n. l. bylo jejich ještě jemnější přizpůsobení tvaru lýtka a také se vyráběly na míru. Nejkrásnější přílby, lícnice a knémidy 5. století př. n. l. jsou zdobeny vytepávanými reliéfy a některé se dochovaly jedny z nejlepších památek řeckého umění té doby.
Hlavní obrannou částí zůstával štít, a to především těžký okrouhlý štít hoplítů, který držel každý bojovník v levici a chránil jím i pravý bok svého levého souseda.